# Naturpark (naturområde)

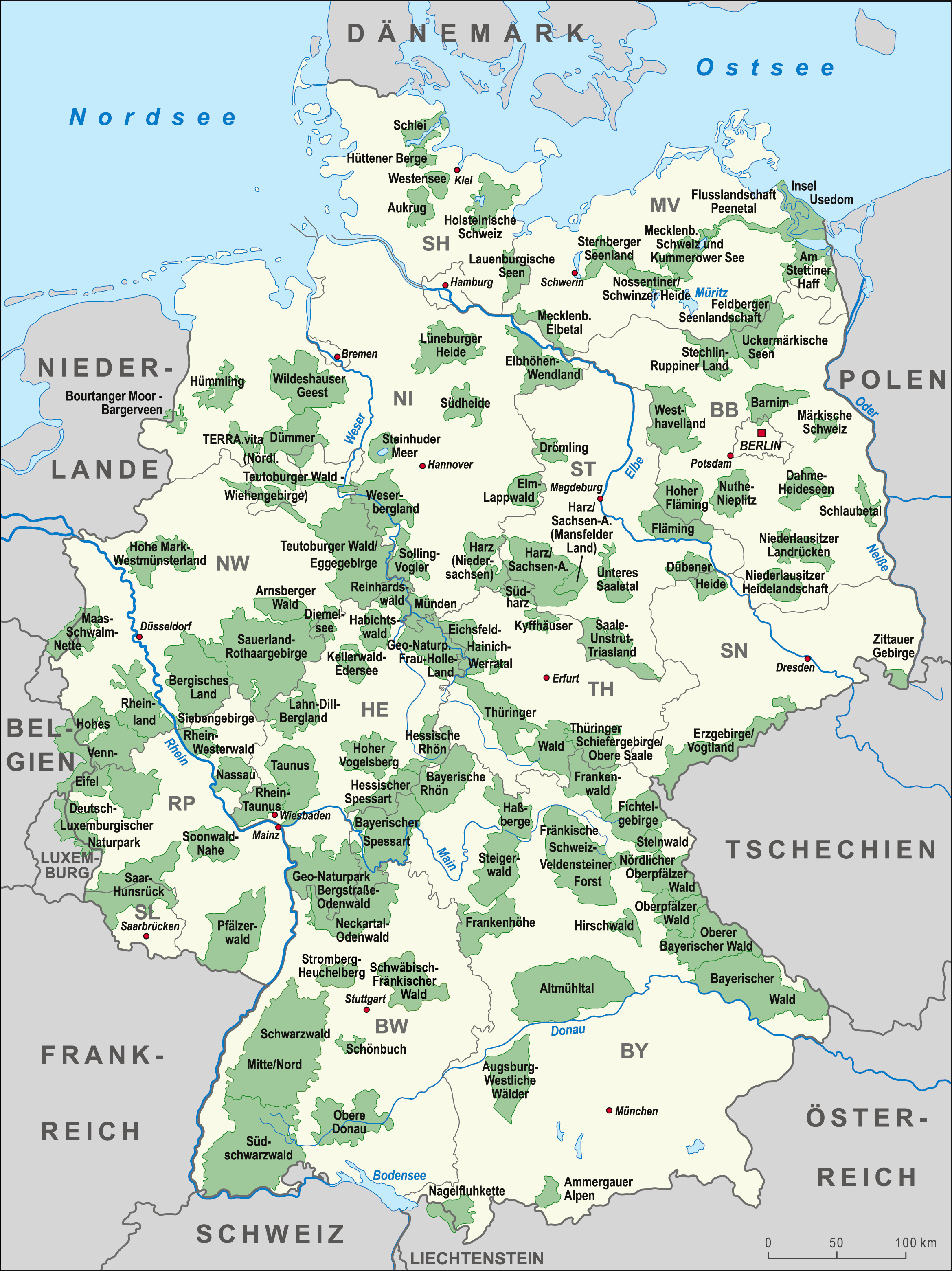
Karta över Tysklands naturparker

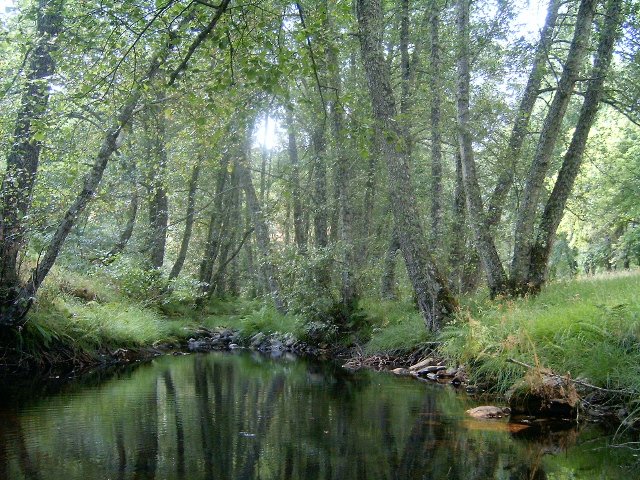
Montesinho Naturpark.

Naturpark är i tyskspråkiga stater (Tyskland, Österrike, Schweiz) ett skyddat kulturlandskap för att bevara områdets natur.
Alla riktlinjer som avser dessa regioner är fastlagd i de nämnda ländernas naturskyddslagar. Naturpark är den status som följer efter nationalpark.
I Tyskland finns för närvarande 98 naturparker och i Österrike 41. I Schweiz listas inte bara områden som täcker en större yta utan även enskilda objekt. Idag är 161 objekt förtecknade i listan.
Begreppet skall inte blandas ihop med naturnära parker i Sverige som också kallas för naturpark.

## Naturparker i Europa
- Kroatien
- Portugal